# Huntington, Staffordshire
Huntington är en civil parish i Storbritannien.   Den ligger i grevskapet Staffordshire och riksdelen England, i den södra delen av landet, 190 km nordväst om huvudstaden London. Antalet invånare är 3 940. Arean är 6,3 kvadratkilometer.
Terrängen i Huntington är platt.